# هرانت مالويان
هرانت مالويان (بالأرمنية: Հրանդ Մալոյեան)‏ (29 نوفمبر 1896 – 1978)، المعروف باسم هرانت بك، هو عسكري سوري أرمني أصبح الضابط العام للجيش السوري وعُين في القيادة العامة لقوى الأمن الداخلي في سوريا.

## الحياة و الوظيفة
ولد هرانت في إسطنبول في 29 نوفمبر 1896 لعائلة أرمنية كاثوليكية. ثم تلقى تعليمه في البندقية بإيطاليا في سان لازارو ديجلي أرميني من عام 1905 إلى عام 1907. ثم التحق بمنشأة ماريست براذرز التعليمية وتخرج منها عام 1912. وبعد الدراسة لمدة عام في إحدى المدارس التركية، درس القانون في كلية الحقوق بالقسطنطينية من عام 1913 إلى عام 1914. ثم التحق بالأكاديمية العسكرية العثمانية وتخرج منها عام 1916.

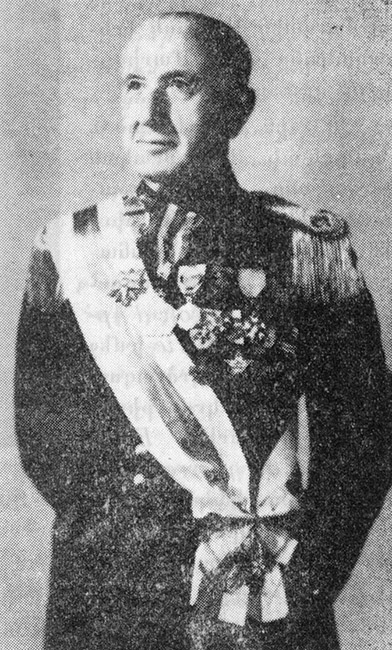
هرانت مالويان

خلال الحرب العالمية الأولى، جند في الجيش العثماني وارسل إلى السويس ولكن قبض عليه من قبل القوات البريطانية. وفي عام 1918، بعد أن أطلق البريطانيون سراحه، ذهب إلى دمشق وتحالف مع الملك فيصل الأول. وفي عام 1920، انضم إلى الجيش الفرنسي وشارك في الفيلق الأرمني الفرنسي. وبما انه يجيد خمس لغات، عيّن مترجماً، وأيضًا قائد لقوات الدرك. ومن المعارك التي شارك فيها معركتا مرعش وأمنوس. ونظرًا لنجاحه النسبي، عين ضابطًا مفوضًا في عام 1922. وفي عام 1945، عينه الرئيس شكري القوتلي قائداً عاماً لقوى الأمن الداخلي في سوريا، وشغل هذا المنصب حتى عام 1949. قام مالويان بتحديث صفوف الشرطة السورية وتحسين انضباطه في البلاد. وتضاعف عدد أعضاء الشرطة إلى 9751 عضوًا بحلول الوقت الذي انتهى فيه منصبه في عام 1949. وفي عام 1946، كان سلمان المرشد، وهو شخصية دينية سورية، ينظم حركة انفصالية. قام مالويان باعتقاله ومحاكمته وإعدامه في نوفمبر 1946. أثناء توليه رئاسة قوى الأمن الداخلي، اندلعت الحرب العربية الإسرائيلية عام 1948. وبعد تقاعده في أغسطس 1949، عمل في الخطوط الجوية البريطانية في دمشق. وانتقل بعد ذلك إلى الولايات المتحدة واستقر في كاليفورنيا حيث توفي عام 1978، حضر جنازته قدامى المحاربين والسياسيين والضباط.